# ワズィール・アリー・ハーン
ワズィール・アリー・ハーン（ヒンディー語：वज़ीर अली खान, ウルドゥー語: وزیر علی خان, Wazir Ali Khan, 1780年4月19日 - 1817年5月15日）は、北インドのアワド太守（在位：1797年 - 1798年）。

## 生涯
1797年9月21日、父であるアワド太守アーサフ・ウッダウラが死亡したことにより、ワズィール・アリー・ハーンがその太守位を継承した。
しかし、ワズィール・アリー・ハーンはラクナウのイギリス駐在官らとすぐさま不仲となって公然と反抗するようになった。これに対し、イギリス側は宮廷の派閥間対立を利用し、その廃位を企てた。
1798年1月21日、ワズィール・アリー・ハーンはイギリスによって廃位され、叔父のサアーダト・アリー・ハーン2世が太守位を継承した。彼は年金受給者としてヴァーラーナシー（ベナレス）へと送られた。
だが、1799年1月14日、ワズィール・アリー・ハーンはイギリスの駐在官を殺害して逃げた。彼はネパールのブトワルを経て、ラージャスターンのジャイプル王国へ逃げたものの、同年12月にはイギリスに投降した。
捕えられたのち、ワズィール・アリー・ハーンは一時的にベンガルのウィリアム要塞に送られ、そこから南インドのヴェールールへと追放された。
1817年5月15日、ワズィール・アリー・ハーンはヴェールール城で死亡した。